# دوري جزر كوك لكرة القدم 1980
دوري جزر كوك لكرة القدم 1980 (بالإنجليزية: 1980 Cook Islands Round Cup)‏ هو موسم من دوري جزر كوك لكرة القدم. فاز فيه Avatiu F.C. ‏.